# Ридван
Ридван (иначе Ризван; араб. رضوان‎ — «удовлетворенный, довольный», ср. самарит. רידון rīdḥwān — «божественное благоволение») — в исламской ангелологии страж («хазин») Рая и начальник над сонмом ангелов-хранителей Рая (араб. خزنة الجنة‎ хазанат-уль-джанна). Отсутствует в Коране и Тафсире, но упомянут в ранних хадисах, содержащих описание Рая.
В «Китаб аль-Азама» (араб. كتاب العظمة‎) анонимного автора IV—X веков, Ридван — ангел, открывающий райские врата, облачает верующих и служит им, снимает завесу с лиц.
В философии Ибн Араби — благородный ангел, один из таилят (араб. التائلات‎) — ангелов, «читающих напоминание» (ас-Саффат 37:3). Ридван — четвёртый ангел, несущий один из двух Тронов Аллаха, и наряду с Маликом управляет «угрозой и обещанием».

## Имя
Имя, возможно, происходит от богословского толкования Ридвана как персонификации божественной пользы верующим в загробную жизнь (Аль ‘Имран 3:15; ат-Тавба 9:21; аль-Хадид 57:20 и т. д.).
У автора VIII века Ибн Хишама этот ангел назван Исмаил (араб. إسماعيل‎).

## Хадисы о Ридване
О том, что ангел-хранитель небес именуется Ридван, говорится в хадисах. Ибн Касир сообщает: 
Хранитель рая — ангел по имени Ридван. Об этом ясно сообщается в некоторых хадисах.Ибн Касир Аль-Бидайа ва-н-Нихая, 1/53

### Известные хадисы
- Хадис Убая ибн Кааба, переданный Аль-Кудаи[англ.] в «Муснад аш-Шихаб» (1036) от Мукхаллада ибн Абд аль-Вахида, от Али ибн Заид бен Юдана и Ата ибн Аби-Маймунаха, от Зирра ибн Хубейша, от Убая в марфу[К 3].

«Если же не мусульманин читает Йа Син, он не почувствует дыхание смерти, и ангел смерти не заберет его жизнь, пока Ридван охраняет его жизнь, давая испить небесного».
- Хадис Абдуллы ибн Аббаса, переданный Абу аш-Шейхом аль-Асбахани в книге «Ат-Цаваб» и Аль-Байхаки в «Шуаб аль-иман» (араб. شعب الإيمان‎), в рассказе об открытии небес каждый Рамадан. Этот хадис передан Ад-Даххаком от Ибн Аббаса в марфу.

Всевышний Господь говорит: «О, Ридван, открой врата рая».
- Хадис Абдуллаха ибн Абу Ауфы[англ.], переданный Ас-Суюти в книге «Аль-Джами аль-Кабир» (араб. الجامع الكبير‎).

Пророк, мир ему и благословение Аллаха, сказал: «Тогда я сказал (в небе): — O Ридван, чей это дворец?»
- Хадис Анаса ибн Малика, переданный Аль-Укейли в книге «Ад-Дуафа» (1/313) от Хамзы ибн Васил аль-Минкари, от Катады, от Анаса в марфу.

«Господь Бог Великий и Возвышенный назвал Ридвана, и он является хранителем садов».
Аль-Вахиди также издал пространный хадис об ангелах в своей книге под названием «Асбаб ан-нузуль». Однако иснад этого хадиса является весьма слабым, этот хадис назван ложным, к примеру, в книге Абуль-Фараджа ибн аль-Джаузи «Аль-мавдуат аль-кубра», а также Абуль Хасаном Али ибн Мухаммад ибн Ираак аль-Кинаани в своей книге «Tanziihu Asy-Syarii’ah Al-Marfuu’ah ‘anil Akhbaar Asy-Syanii’ah Al-Maudhuu’ah» (1/339).
Вместе с тем, по мнению ряда исламских богословов, достоверность этих хадисов не бесспорна.
К примеру, шейх Мухаммад ибн Салих аль-Усаймин высказался, что не знает ничего достоверного (хадиса или асара) о том, что имя хранителя Рая — Ридван. Шейх Мухаммад ибн Абд аль-Ваххаб аль-Акил высказался, что «нет подтверждения о том, что имя хранителя Рая — Ридван».
Члены Постоянного Комитета по изданию фетв, шейхи Бакр ибн Абдуллах Абу Зайд, Абдулазиз бин Абдулла Аль аш-Шейх и Салих аль-Фаузан своё мнение о достоверности хадисов о Ридване выразили в следующем: «Распространено среди учёных, что имя хранителя Рая — Ридван. В дошедших хадисах имеются спорные моменты. Аллах знает лучше».

## В литературе
- Ридван, привратник Рая, неоднократно упоминается в сказках «Тысячи и одной ночи» — ночи 139, 311, 721, 863, 864 и 982.

### Комментарии
1. ↑  См., например, манускрипты Kitāb al-ʿAẓama, Paris 4605 (35 ff., 1052 H.), ڤ [Kitāb al-ʿAẓama], Vatican VIDA 1480 (ff. 36a-85b, 972 H) или издание Raven W. A Kitâb al-ʿAẓama: on Cosmology, Paradise and Hell // Miscellanea Arabica et Islamica. Dissertationes in Academia Ultrajectina prolatae anno MCMXC. / F. de Jong (hrsg.). — Leuven: Peeters: Departement Oriëntalistiek, 1993. — 325 p. — P. 135—142. — (Orientalia lovaniensia analecta, 52). — ISBN 9-068-31504-8, ISBN 978-9-068-31504-2
2. ↑  угроза и обещание (араб. الوعد و الوعيد‎ — аль-ва’д ва-ль-ва’ид) — исламские богословские термины, отражающие угрозу Аллаха адскими мучениями ослушавшимся Закона и обещание Аллаха райских наслаждений покорившимся Закону
3. ↑  Марфу (араб. مَرْفُوْع‎) — любой хадис, в тексте которого приводятся слова пророка Мухаммада, или же приводятся сведения о его деяниях.
4. ↑  Уже Али ибн Заид бен Юдан был известен как слабый рассказчик, а участие в иснаде ещё и Мукхаллада ибн Абд аль-Вахида позволило Ибн Хиббану высказаться в «Аль-Маджрухин» (араб. المجروحين‎; 1096 г.): «очень недостоверный хадис».
5. ↑  Хадис является слабым, потому что Ад-Даххак не мог слушать Ибн Аббаса.
6. ↑  «Канз Аль-Уммал» сообщает, что «Передано Ат-Табарани и Ибн Асакиром от Абдуллы ибн Абу Ауфа, находившемся в иснаде с Абдурахманом ибн Мухаммад Аль Махараби и Аммаром ибн Сайфом, часто передававших хадисы, являвшиеся недостоверными». (См. Аз-Захаби Мизан аль-Итидаль фи накд ар-Риджаль (2/585) и (3/165)[араб.]).
7. ↑  Аль-Укейли впоследствии сказал: «некто Хамза ибн Василь аль-Минкари из Басры, маджхуль [то есть неизвестный] рассказывавший хадисы, приснившиеся ему»